# Cibiuk Kidul
Cibiuk Kidul is een bestuurslaag in het regentschap Garut van de provincie West-Java, Indonesië. Cibiuk Kidul telt 5076 inwoners (volkstelling 2010).